# Пурловия
Пурловия (лат. Purlovia) — род тероцефалов из верхней перми России, включает единственный типовой вид — Purlovia maxima. Остатки найдены в Нижегородской области. Род и вид описаны М. Ф. Ивахненко в 2011 году.

## Описание
Длина черепа 20 см. Он очень широкий из-за расширения в височной области. Посторбитальная длина составляет половину всей длины черепа, сверху череп выглядит треугольным. Зубы напоминают зубы собаки.